# José Martínez García
José Martínez García, más conocido como Martínez (Regumiel de la Sierra, España, 18 de agosto de 1940), es un exfutbolista español. Jugaba en la posición de defensa.

## Trayectoria
Comenzó a jugar al fútbol en las categorías inferiores del Real Valladolid. En un principio jugaba en la posición de delantero y no tardó en ascender al primer equipo en 1959.
Allí se mantuvo hasta que en 1965 fichó por el CD Málaga, donde poco a poco iría retrociendo su posición en el campo hasta acabar jugando de defensa.
Se retiró en 1976 y se convirtió en uno de los futbolistas que más partidos disputó con la elástica blanquiazul, con un total de 380 partidos.

## Clubes
| Club            | País   | Año       |
| --------------- | ------ | --------- |
| Real Valladolid | España | 1959-1965 |
| CD Málaga       | España | 1965-1976 |